# Maciej Danek
Maciej Danek (ur. w 1965 w Chrzanowie) – polski poeta, kompozytor i pieśniarz.

## Życiorys
Absolwent Wydziału Biologii i Nauk o Ziemi Uniwersytetu Jagiellońskiego w Krakowie. W czasie studiów w latach 1986–1992 związany z krakowskim środowiskiem piosenki studenckiej, w szczególności z grupą młodych artystów skupionych wokół krakowskiego klubu „Pod Jaszczurami”. 
Od debiutu w roku 1986 do roku 1992 Maciej Danek brał czynny udział w życiu kulturalnym środowisk akademickich, śpiewając swe piosenki na scenach krakowskich klubów studenckich, jak również występując poza Krakowem. Członek Związku Polskich Autorów i Kompozytorów ZAKR. 
W roku 1989 ukazał się tomik Piosenki zawierający teksty Macieja Danka i Tadeusza Kroka wydany przez KWA Alma-Art; w roku 1992 – wydana nakładem Pomatonu kaseta Macieja Danka i Tadeusza Kroka  Znowu Wracam, z piosenkami Wojtka Belona. Tomik Biały Wiersz – Wiersze i Piosenki, wydany w roku 2004, podsumowuje dotychczasową działalność autora.
Od roku 1992 Maciej Danek mieszka i pracuje w Stanach Zjednoczonych.

## Nagrody
Laureat nagród i wyróżnień na ogólnopolskich festiwalach i przeglądach piosenkarskich, między innymi na Studenckim Festiwalu Piosenki w Krakowie w roku 1989 (druga nagroda) i Ogólnopolskim Przeglądzie Piosenki Autorskiej OPPA w Warszawie w roku 1987 (druga nagroda). Laureat głównej nagrody Przeglądu Piosenki Beskidzkiej w Rzeszowie. Dwukrotny laureat Stypendium im. Wojtka Bellona. 